# Statue Square

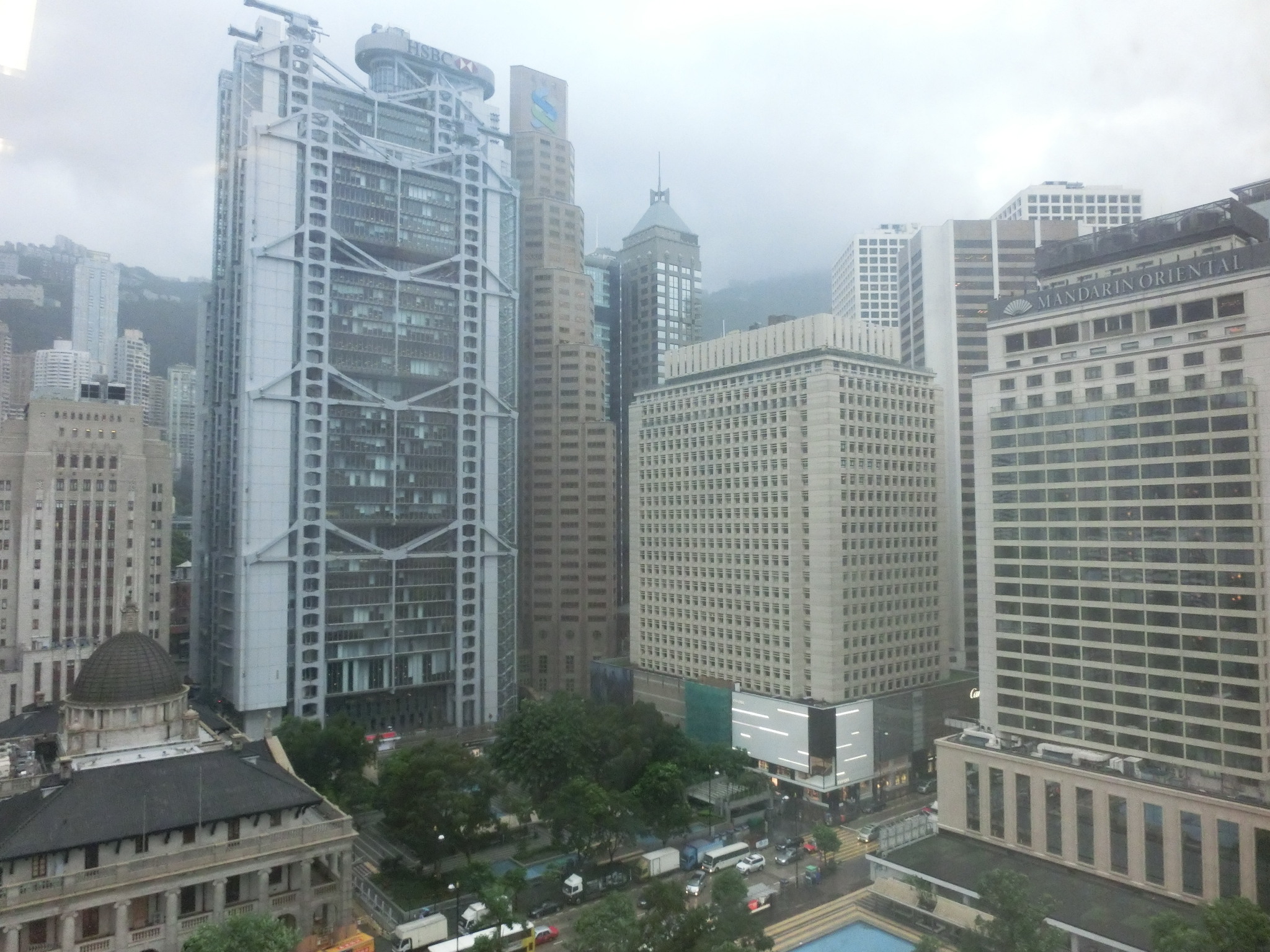
Vue générale de Statue Square en août 2013. Le grand bâtiment surplombant la place est le siège de HSBC (quatrième génération), achevé en 1985.

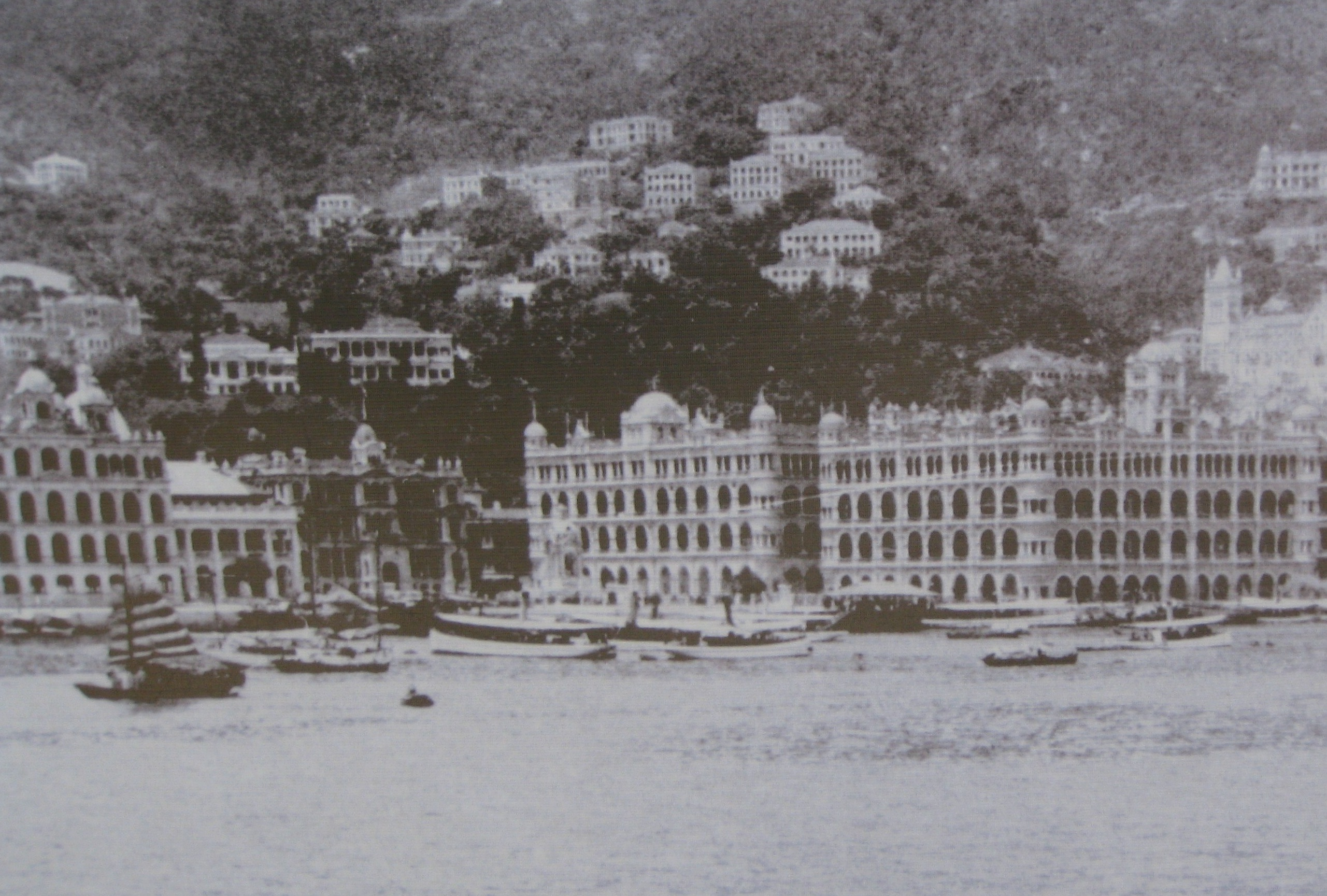
Statue Square dans les années 1910, avec le siège de HSBC (deuxième génération). L'ancien hôtel de ville est caché par le bâtiment du Conseil législatif.

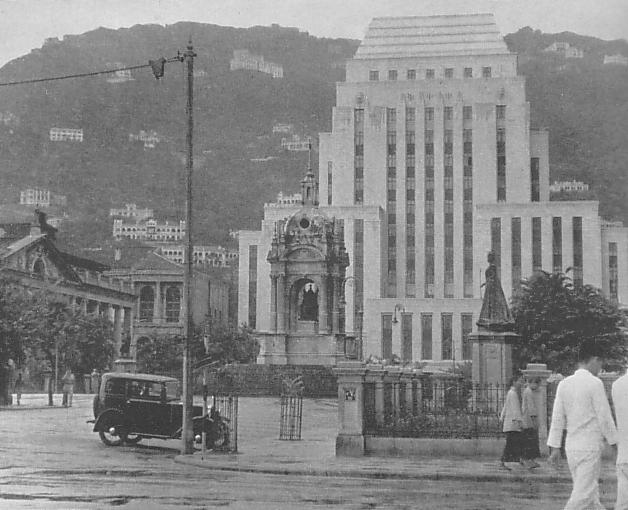
Statue Square dans les années 1930, vue vers le sud en direction du siège de HSBC (troisième génération, construit en 1935). Le dais de la statue de la reine Victoria est visible.

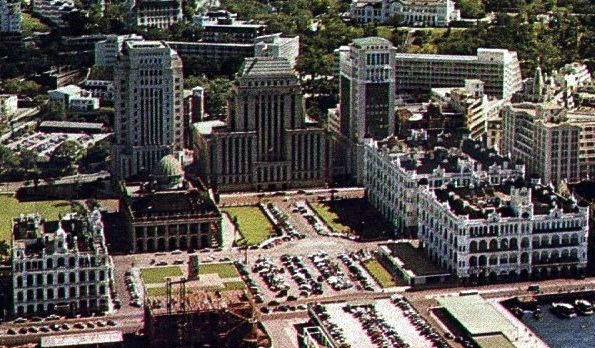
Statue Square en 1955. Le Prince's Building (première génération) et le Queen's Building sont visibles sur la droite.

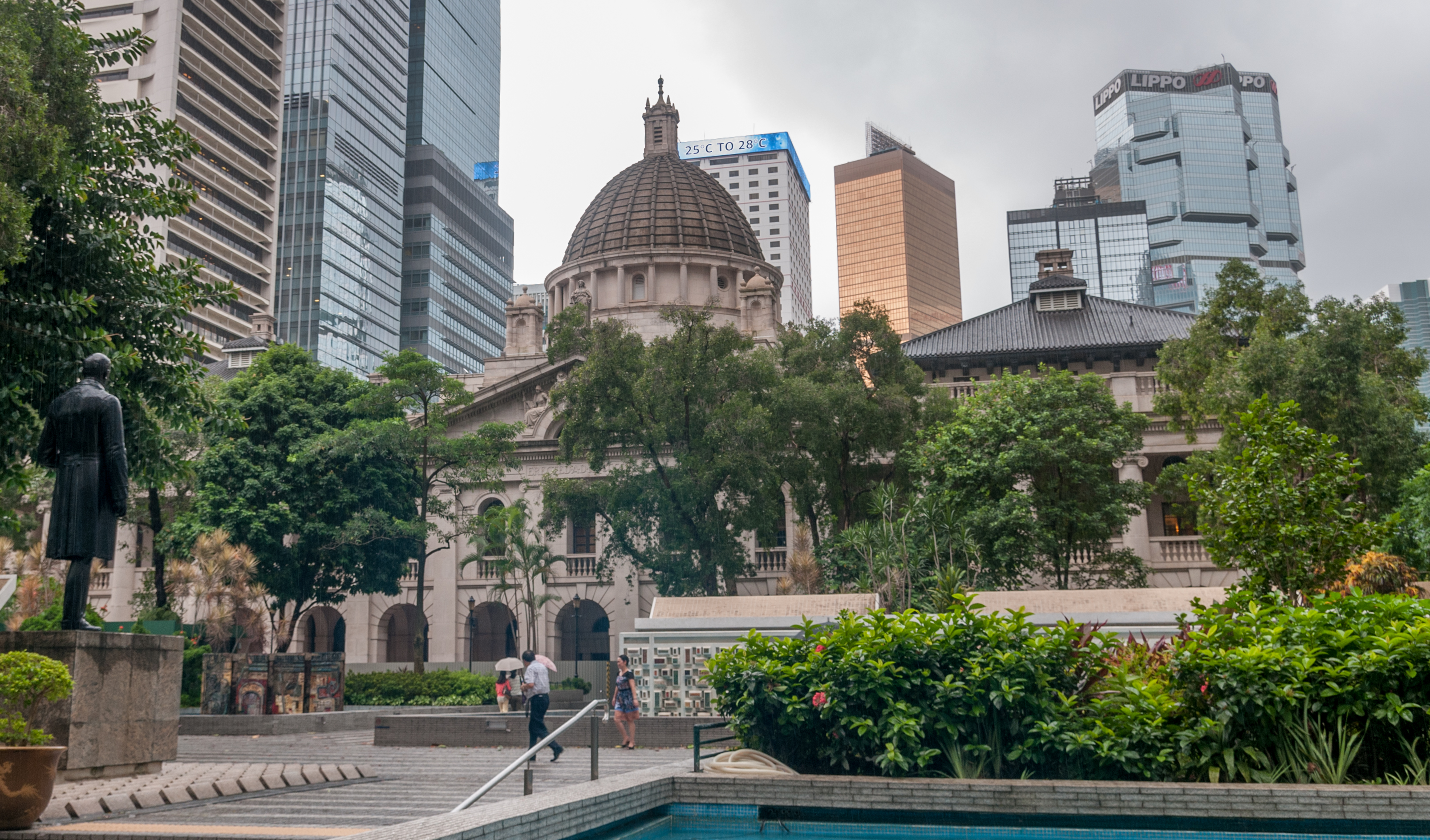
Façade du bâtiment du Conseil législatif devant Statue Square en juin 2013.

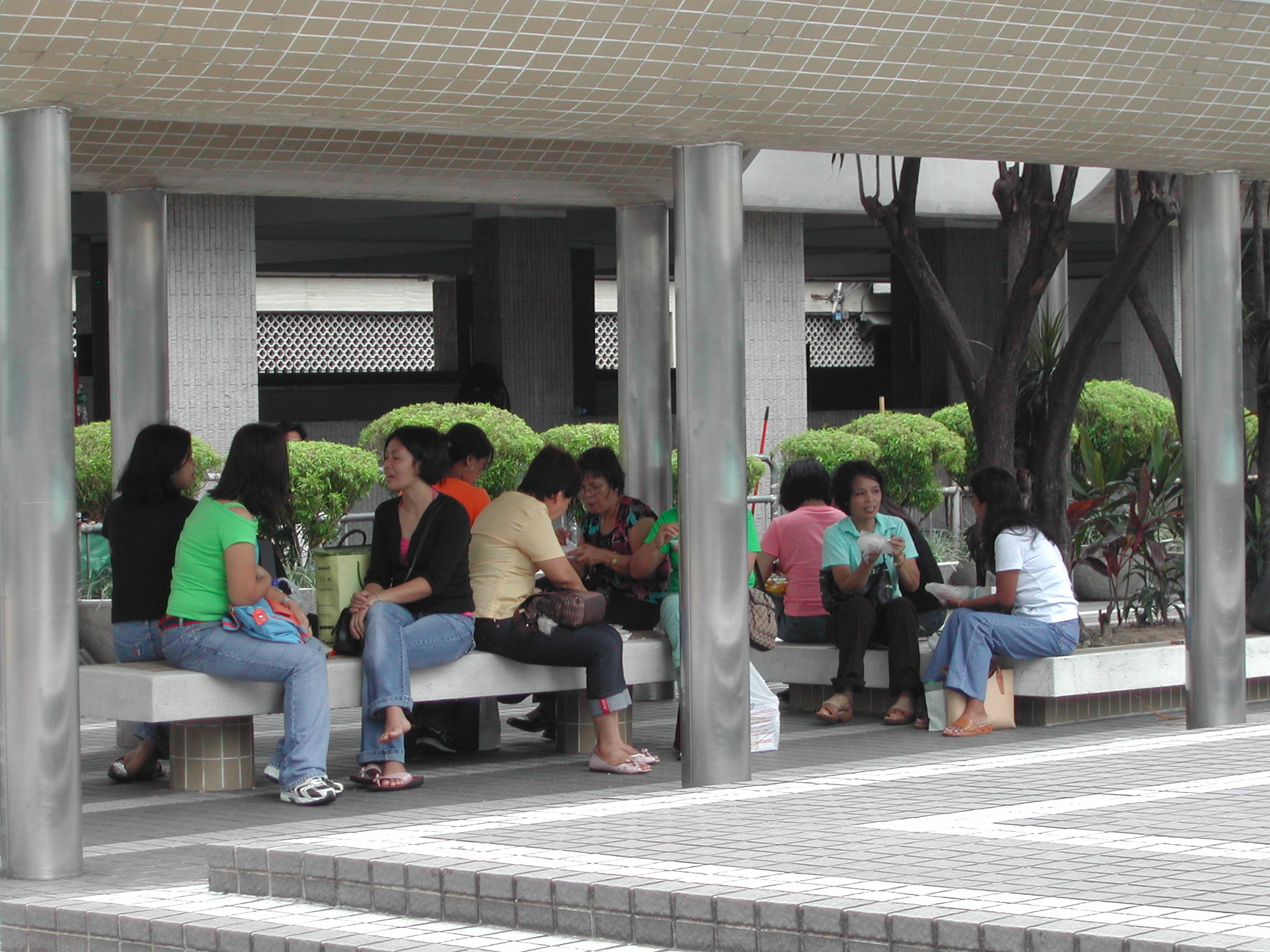
Statue Square est un lieu de réunion habituel pour de nombreuses aides à domiciles philippines travaillant à Hong Kong.

Statue Square (皇后像廣場, lit. « Place de la statue de l'impératrice ») est une place piétonne publique de Hong Kong située dans le quartier de Central. Entièrement construite sur des  nouveaux terre-pleins à la fin du XIXe siècle, elle se compose de deux parties séparées par Chater Road (en) en une partie nord et une partie sud. Elle est bordée par Connaught Road (en) au nord et par Des Voeux Road (en) au sud.
Son nom fait référence aux statues, principalement de la famille royale britannique, qui s'y trouvaient jusqu'à l'occupation japonaise de Hong Kong pendant la Seconde Guerre mondiale. Aujourd'hui, la seule statue présente sur la place est celle (en) de Thomas Jackson (en), un des premiers banquiers de HSBC.

## Histoire
La place est construite à la fin du XIXe siècle sur des terres gagnées sur la mer par le programme Praya (en). L'idée d'une place décorée de statues dédié à la famille royale vient de Paul Chater. Dans un premier temps nommée « place Royale » (Royal Square), elle devient peu à peu connue sous le nom « Statue Square » en raison de la présence de la statue de la reine Victoria (en),, en commémoration du jubilé d'or de la reine en 1887. Sa statue aurait dû être faite non pas en bronze mais en marbre, une erreur qui n'a été découverte que lorsque la statue de bronze était presque terminée,. Elle est officiellement inaugurée au centre de la place le 28 mai 1896, jour officiellement désigné pour la célébration du 77e anniversaire de la reine.
Une statue de Thomas Jackson, 1er baronnet (en), le directeur général de HSBC est installée en 1906,. Hormis la statue de Jackson et les deux lions en bronze devant le siège de HSBC, toutes les autres statues sont transférées au Japon pour être fondues l'occupation japonaise de Hong Kong.
Le Cénotaphe, réplique presque exacte de celui de Whitehall à Londres, est installé le 24 mai 1923 (jour de l'Empire) par le gouverneur Reginald Edward Stubbs sur la section nord-est de Statue Square, face à l'immeuble du Hong Kong Club. Cette zone n'est maintenant que rarement désignée comme faisant partie de Statue Square.
Après la guerre, certaines des statues sont ramenées à Hong Kong. Celle de Thomas Jackson se trouve maintenant à peu près au milieu de la place, face au bâtiment de la Cour d'appel final. Celle de la reine Victoria (en) est déplacée au parc Victoria, et les deux lions en bronze de HSBC sont remis devant le siège de HSBC. La statue en bronze de George V, également retirée par les Japonais, est  perdue et n'a jamais été remplacée après la guerre.
Depuis les années 1980, il est une tradition pour des milliers d'aides à domiciles philippines (en) de se rassembler sur et autour de Statue Square tous les dimanches, leur jour de repos habituel de la semaine. Une tradition parallèle s'est depuis développée au parc Victoria pour les aides domestiques indonésiennes de Hong Kong.

## Bâtiments environnants
Sud
Le siège de HSBC est situé le long du côté sud de la place, de l'autre côté de Des Voeux Road (en). Le site était auparavant occupé par l'ancien hôtel de ville (construit en 1869 et démoli en 1933) et les générations antérieures plus petites du siège social de HSBC à Hong Kong.
Est
- Bâtiment du Conseil législatif, le long du côté est de la section sud de la place.
- Immeuble du Hong Kong Club, le long du côté est de la partie nord de la place.

Ouest
Plusieurs bâtiments aux noms rappelant la royauté britannique ont été construits du côté ouest de la place. Le Prince's Building et le Queen's Building sont situés directement en bordure de la place (section sud et section nord respectivement), tandis que les autres sont construits plus à l'ouest.
- Prince's Building 1904–1963, remplacé par l'actuel Prince's Building (1965).
- Queen's Building 1899–1961, remplacé par l'hôtel Mandarin Oriental (1963).
- King's Building 1905–1958, siège de Marconi Wireless  et fait maintenant partie de l'empreinte de Chater House.
- St George's Building (聖佐治大廈) 1904–1966, siège de Millington Limited et remplacé par l'actuelle tour de bureaux St. George's Building (1969)
- Alexandra Building (亞歷山大行) 1904–1950, du nom de la princesse de Galles qui deviendra plus tard la reine Alexandra, remplacé par le moderne Alexandra Building (1952-1974) et maintenant Alexandra House (歷山大廈) (1976)

Nord
La place était initialement bordée par Victoria Harbour sur son côté nord, mais à la suite de la création de terre-pleins, elle en est maintenant séparée par Edinburgh Place, qui abritait la jetée de la Star Ferry (en), entre autres, jusqu'en 2007.

## Les statues
Aujourd'hui, la seule statue indépendante sur la place est celle de Thomas Jackson. En outre, une statue de 2,7 m de haut de Thémis aveugle, la déesse grecque de la justice et du droit, se dresse au sommet du fronton du bâtiment de la Cour d'appel final, et fait face à la place. Les statues qui ont historiquement été présentes sur la place sont :
- la statue de la reine Victoria (en). Installée le 28 mai 1896. Retirée par les Japonais pendant la Seconde Guerre mondiale puis retournée à Hong Kong en 1952, elle se trouve maintenant au parc Victoria.
- la statue du prince Albert, installée avant 1902[11].
- la statue du duc de Connaught. Offerte par Paul Chater et installée en 1902, elle est transférée sur le front de mer à Connaught Road (en) et Pedder Street (en) en 1907[12], près de la jetée Blake[13].
- la statue de Thomas Jackson, 1er baronnet (en), directeur général de HSBC. Inaugurée le 24 février 1906 par le gouverneur Matthew Nathan.
- la statue d'Édouard VII. Statue en bronze créée par George Edward Wade (en)[1]. Offerte par Paul Chater et inaugurée le 6 février 1907 par le duc de Connaught[12],[14].
- la statue du prince de Galles qui devint plus tard le roi George V. Offerte par John Bell-Irving (en), directeur de la Hongkong Electric Company (en) et inaugurée le 6 février 1907 par le duc de Connaught[12],[14].
- la statue de la reine Alexandra[12]. Statue en bronze créée par George Edward Wade[1]. Inaugurée le 25 novembre 1909, elle est retirée pendant l'occupation japoanise[15],[16].
- la statue de Mary de Teck, princesse de Galles et future reine Mary. Statue en bronze créée par George Edward Wade[1]. Offerte par Hormusjee Naorojee Mody comme « un véritable gage de la loyauté et de l'estime des Parsis pour leur roi et leur reine[17] ». Inaugurée le 25 novembre 1909, elle est retirée durant l'occupation japonaise[15],[18].
- la statue de Francis Henry May, 15e gouverneur de Hong Kong. Dévoilé le 3 mai 1923[12].
- la statue HSBC commémorative de la Première Guerre mondiale appelée Fame. Inaugurée le 24 mai 1923[19].

De plus, les statues de la royauté et des administrateurs coloniaux situées à l'extérieur de Statue Square sont :
- la statue d'Arthur Edward Kennedy, dans les jardins botaniques (image). Érigée par souscription publique après sa mort en mer en 1883[20], elle est inaugurée en novembre 1887 par le nouveau gouverneur William Des Vœux et se tenait « au-dessus de la deuxième terrasse surplombant la fontaine[21] ». Elle est retirée pendant l'occupation japonaise et n'est jamais été réinstallée[22].
- la statue du roi George VI aux jardins botanique et zoologique de Hong Kong. Érigée en 1941 et toujours présente[23].

## Dans la culture populaire
Statue Square est le « Pit Stop » dans le dixième épisode de l'émission américaine The Amazing Race 17 (en).

## Galerie

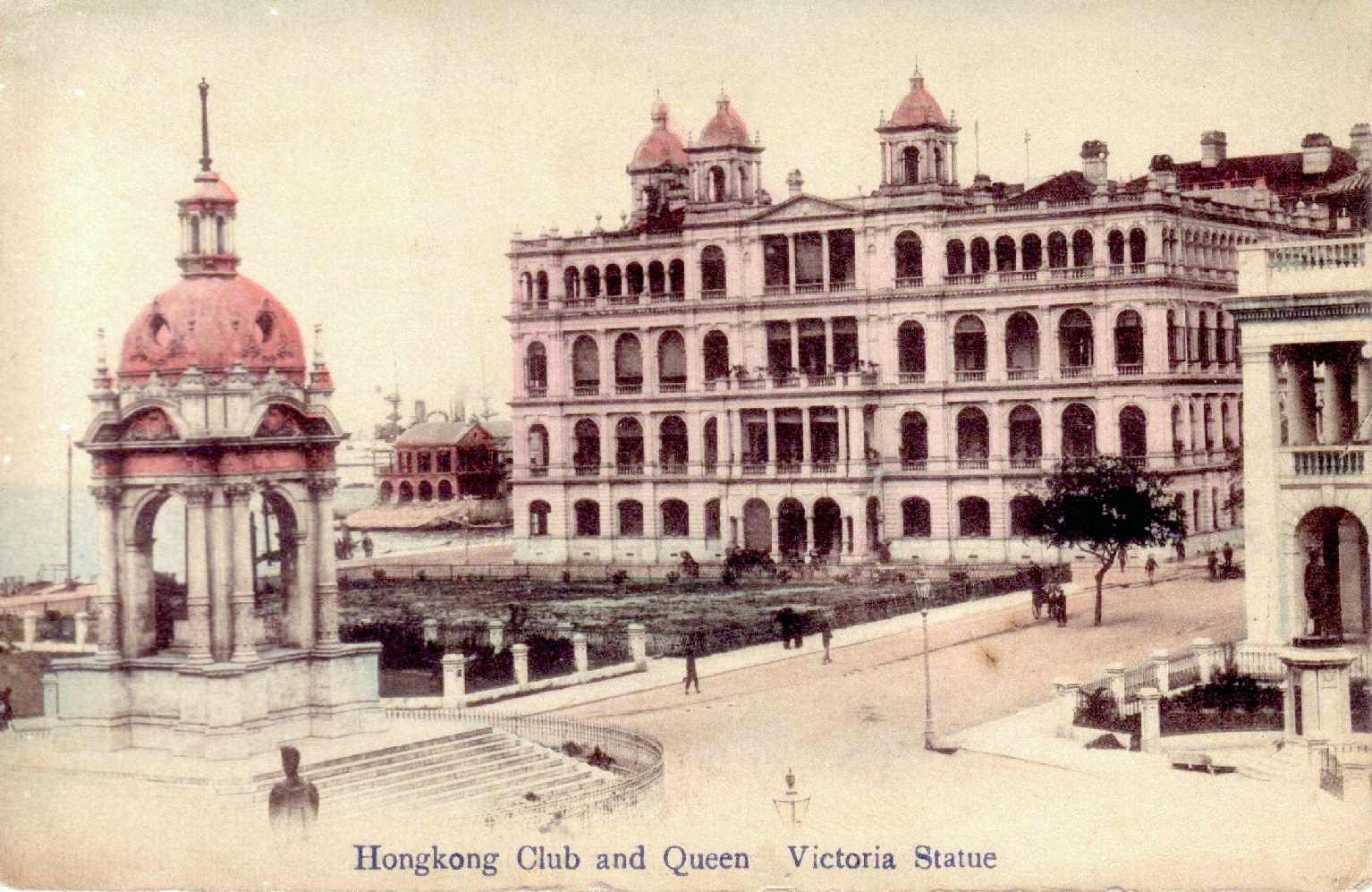
Statue de la reine Victoria (en) et son dais à son emplacement d'origine en 1905.
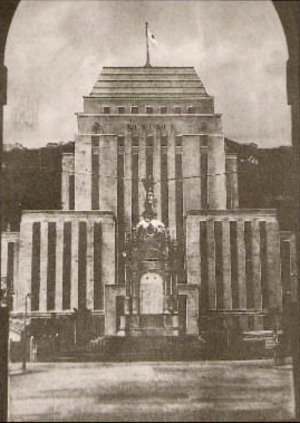
Dais scellé pendant l'occupation japonaise de Hong Kong.
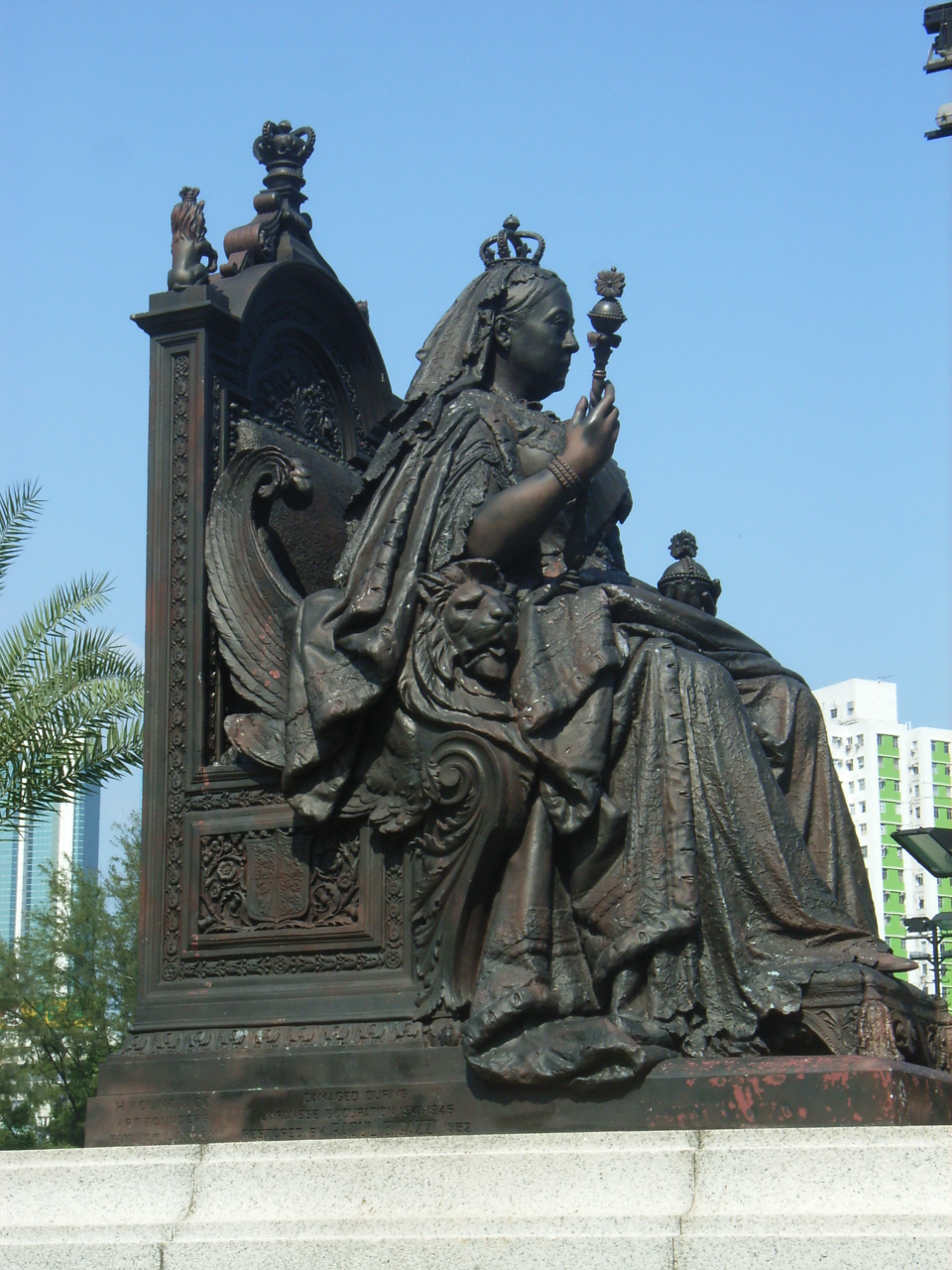
Statue de la reine Victoria au parc Victoria en octobre 2006.
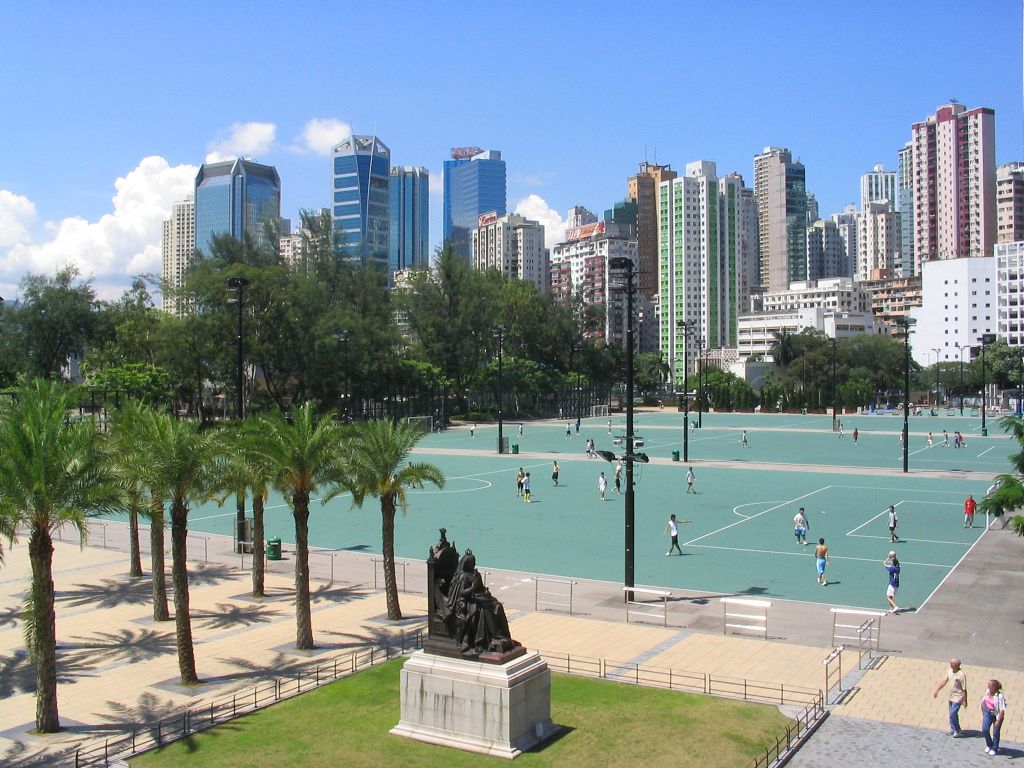
La statue déplacée de la reine Victoria dans le parc Victoria en juin 2006.
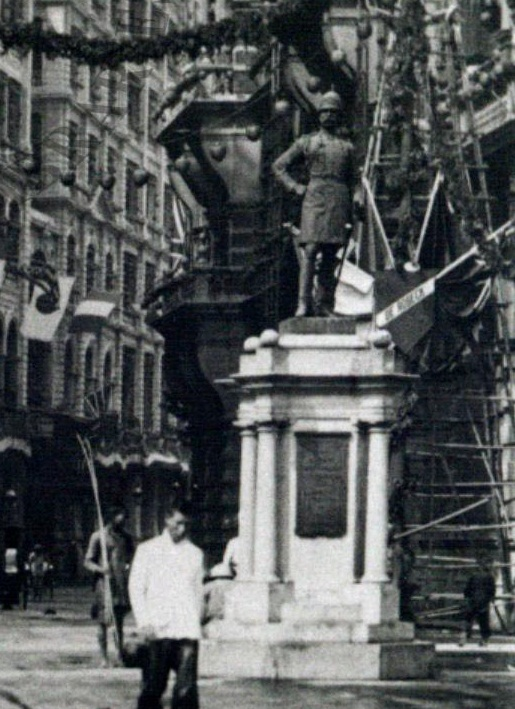
Statue du duc de Connaught au bout de Pedder Street (en) en 1919.
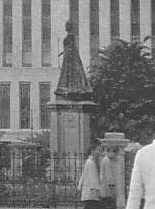
Statue de la reine Alexandra dans les années 1930.
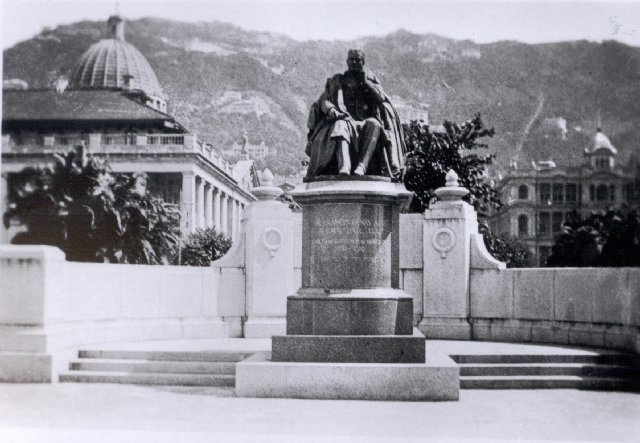
Statue de Francis Henry May vers 1930.
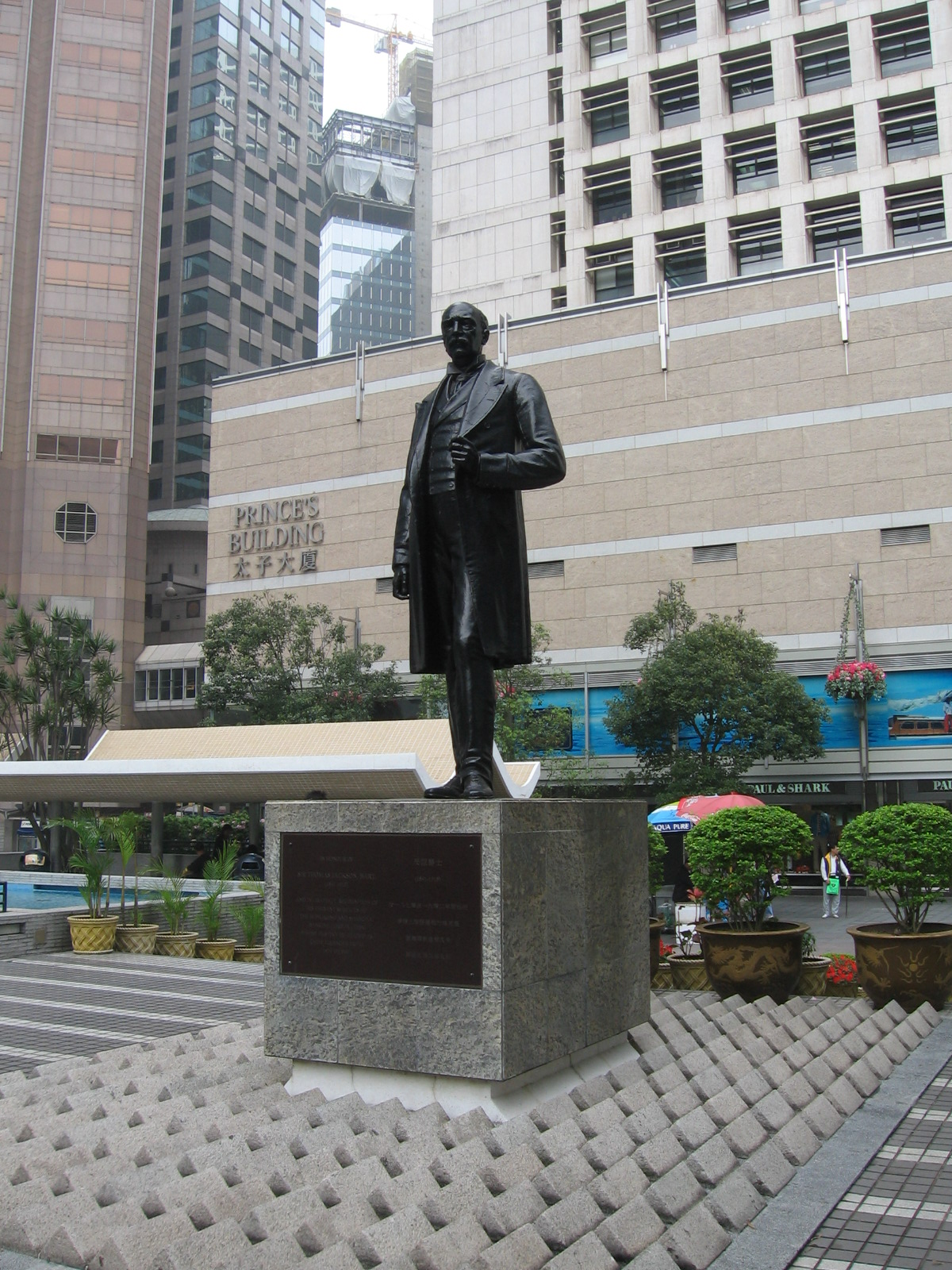
La statue de Thomas Jackson, 1er baronnet (en), avec le Prince's Building en arrière-plan, en mars 2006.
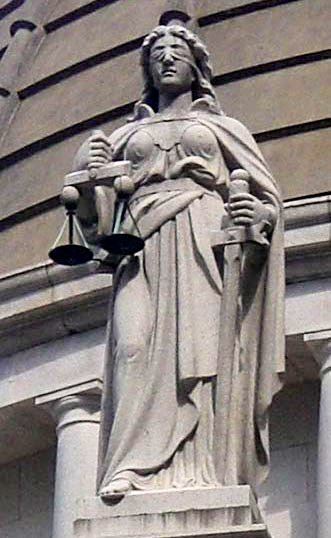
Statue de Thémis sur le fronton du bâtiment du Conseil élgislatif.
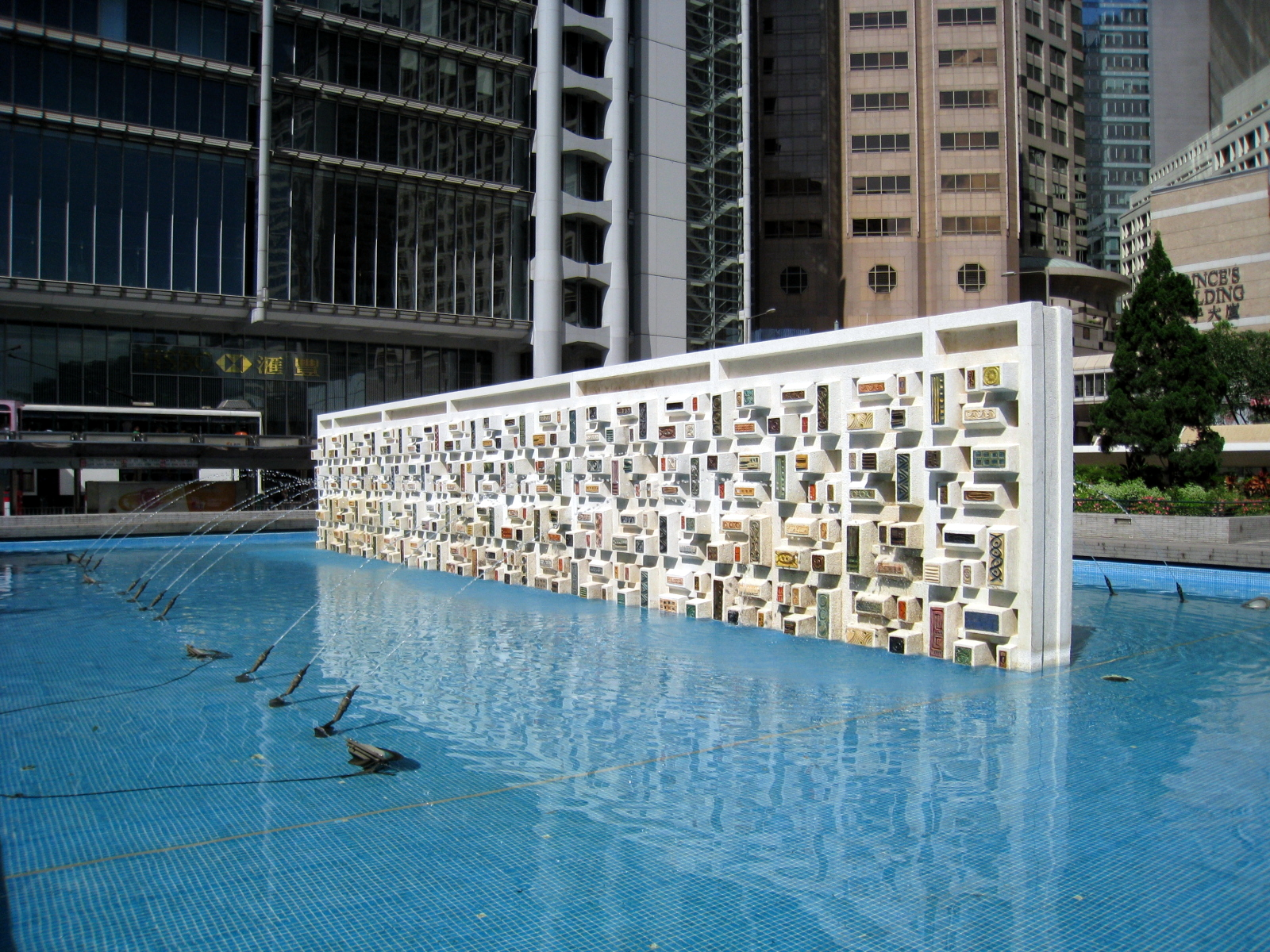
L'une des fontaines d'eau de Statue Square en juin 2008.
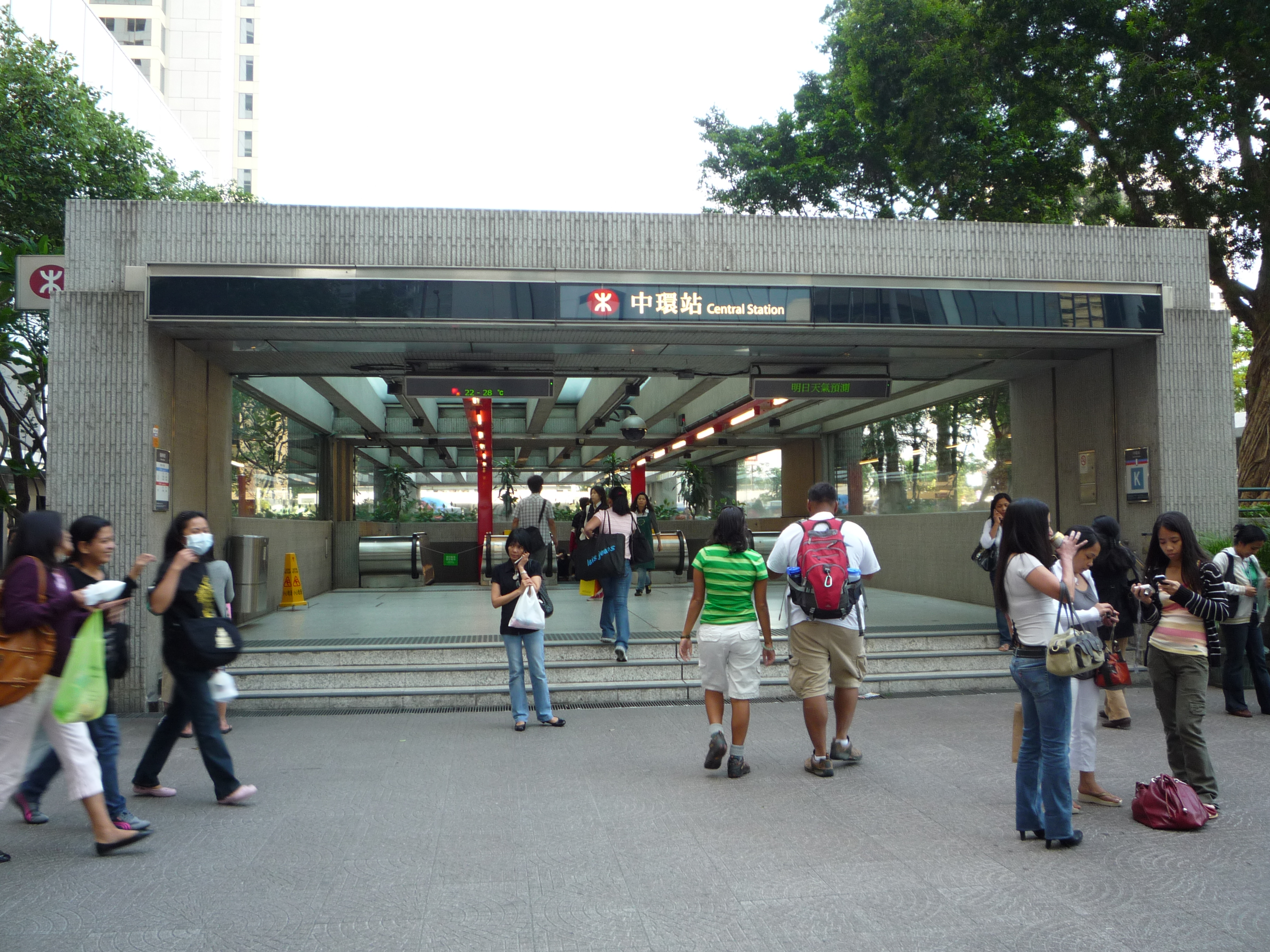
Sortie K de la station Central en mai 2009.